# 平澤竹識
平澤 竹識（ひらさわ たけし）は、日本の脚本家。

## 来歴・人物
同志社大学法学部卒業後、日本映画学校（現・日本映画大学）に入学。在学時は脚本ゼミに在籍し、荒井晴彦、丸内敏治らに師事する。
2007年から雑誌「映画芸術」に参加。WEBサイト「映画芸術DIARY」の企画・編集、および定期上映会「映芸マンスリー」（現・映芸シネマテーク）の企画・運営を担当している。

## 脚本担当作品
- 『BITTER SWEET〜Trirogia〜』（2005年）
- 『毎日がスロ曜日』シリーズ（2007年）